# Makrolidy

Erytromycyna.
Pierścieniem makrolidowym jest lakton (cykliczny ester) po lewej u góry.

Klarytromycyna

Roksytromycyna

Makrolidy, antybiotyki makrolidowe – grupa antybiotyków o działaniu bakteriostatycznym. Nazwa pochodzi od słow makro (duży) i oligo (lakton), ponieważ cząsteczki tych antybiotyków mają rdzeń laktonowy liczący od 12 do 16 atomów. Najstarszym i wzorcowym makrolidem jest erytromycyna.

## Mechanizm działania
Działanie makrolidów związane jest z wiązaniem się z podjednostką 50S rybosomu bakterii, unieczynnianiem tRNA powodującym przedwczesne zakończenie syntezy łańcucha peptydowego (zahamowanie translokacji peptydylotransferazy). Mechanizm oporności bakterii polega na syntezie metylazy metylującej miejsce docelowego działania antybiotyku (oporność MLSB), zaburzeniu przechodzenia przez ścianę komórkową lub aktywnemu wypompowywaniu leku z komórki.

### Zakres działania
Spektrum przeciwbakteryjne jest bardzo szerokie i obejmuje wszystkie bakterie tlenowe i beztlenowe inne niż Enterobacteriaceae (wyjątkiem jest aktywność azytromycyny wobec Shigella) i Pseudomonas aeruginosa, a ponadto zachowuje aktywność wobec Chlamydia, Toxoplasma gondii, Campylobacter, Bordetella pertussis. Jako jedne z niewielu antybiotyków są skuteczne wobec bakterii atypowych, nieposiadających własnej ściany komórkowej lub żyjących wewnątrz komórek gospodarza.
Odsetki szczepów opornych są zróżnicowane i są ściśle związane z częstością stosowania makrolidów w terapii.

## Interakcje
Makrolidy wpływają na aktywność cytochromu P450, przez co hamują metabolizm wielu leków, w tym przeciwhistaminowych (astemizol, terfenadyna). Nasilają działanie doustnych leków przeciwzakrzepowych (warfaryny): pochodnych ergotaminy, karbamazepiny.

## Zastosowanie
Najwyższe stężenie tych antybiotyków jest w miąższu płuca, śluzówce i wydzielinie drzewa oskrzelowego, stąd znakomita skuteczność w leczeniu zakażeń dróg oddechowych. Stosowane również skutecznie w leczeniu nietypowych zakażeń dróg moczowo-płciowych. Odznaczają się dobrą penetracją tkankową (nie dotyczy to jednak płynu mózgowo-rdzeniowego). Stosowane są również w leczeniu zakażeń pałeczką krztuśca, kiły, błonicy, trądziku oraz zakażeń przewodu pokarmowego. Jest to najszerzej, obok antybiotyków β-laktamowych, stosowana grupa antybiotyków.
Lek przechodzi przez błony komórkowe komórek gospodarza, wykazuje więc aktywność wobec drobnoustrojów wewnątrzkomórkowych.
Makrolidy, według Klasyfikacji FDA ryzyka stosowania leków w czasie ciąży, należą do kategorii B. Oznacza to, że w badaniach na zwierzętach nie wykazano zagrożenia dla płodu, jednak wpływ tych leków na ciążę człowieka nie jest potwierdzony w badaniach klinicznych. Wyjątek stanowi klarytromycyna, która jest zaliczana do kategorii C, czyli jest bardziej niebezpieczna dla płodu niż inne makrolidy.

## Przedstawiciele
- erytromycyna
- spiramycyna
- azytromycyna
- roksytromycyna
- klarytromycyna
- josamycyna